# Міжнародний цирковий фестиваль у Монте-Карло
Міжнародний фестиваль циркового мистецтва у Монте-Карло (фр. "Festival International du Cirque de Monte-Carlo") - найпрестижніший міжнародний щорічний фестиваль циркового мистецтва. Засновником фестивалю був князь Монако Реньє III. 
Переможець отримує головну нагороду фестивалю - «Золотий клоун». Призери фестивалю отримують нагороди «Срібний клоун» та «Бронзовий клоун». 

## Переможці
- 1974: Чарлі Рівель ( Іспанська держава)/Альфред Курт ( Франція)
- 1975: Алексіс Грасс ( Франція)
- 1976: Елвін Бейл ( Велика Британія)
- 1977: Родина Кні ( Швейцарія)
- 1978: Трупа Бєлякових ( СРСР)/Les Flying Gaonas ( Мексика)
- 1979: Трупа Костюка ( СРСР)/Джордж Карл ( США)
- 1980: Трупа Парванови ( НРБ)
- 1981: Олег Попов ( СРСР)/Робі Гассер ( Швейцарія)
- 1983: Лі Ліпінг ( КНР)
- 1984: Лю Ліксін та Чен Нінг ( КНР)/Джигіти Нугзарова ( СРСР)/Трупа Choe Bok Nam ( Північна Корея)
- 1985: Національна циркова трупа Пхеньяна ( Північна Корея)/Довейко ( СРСР)
- 1986: Трупа Шеньян ( КНР)/Массімілліано Нонес ( Італія)
- 1988: Брати Чен ( Португалія)
- 1989: Національний цирк Пхеньяна ( Північна Корея)
- 1990: Flying Vasquez ( Колумбія/ США)/Микола Павленко ( СРСР)
- 1992: Nouvelle Experience ( Канада)/Цирк Пхеньяна ( Північна Корея)
- 1993: Трупа Guang Dong ( КНР)/Цирк Пхеньяна ( Північна Корея)
- 1994: Борзови ( Росія)
- 1995: Журавлі ( Росія)
- 1996: Трупа Евеліна Марінов ( Румунія)/Родина Фреді Кні-мол. ( Швейцарія)/Родина Леоніда Касартеллі ( Італія)
- 1997: Трупа Shan Dong ( КНР)
- 1998: Трупа Пхеньяна ( Північна Корея)/Трупа Кантона ( КНР)
- 1999: Анатолій Залевський ( Україна)/Banquine des Cirque du Soleil ( Канада)/Давід Ларібле ( Італія)
- 2000: Трупа Пхеньяна ( Північна Корея)/Черневські ( Росія)/Ентоні Гатто ( США)
- 2001: Алексіс Грасс ( Франція)/Трупа Шанхая ( КНР)
- 2002: Los Quiros ( Іспанія/ Колумбія)/Трупа Кантона ( КНР)
- 2003: The Flying Girls ( Північна Корея)/Трупа Пузанови ( Росія)
- 2004: Трупа Пекіна ( КНР)/The Flying Tabares ( Аргентина)/Фрателлі Еррані ( Італія)
- 2005: Трупа Родіон ( Росія)/Трупа Multi Flying ( Північна Корея)
- 2006: Нагорода не вручалася
- 2007: Родина Казартеллі ( Італія)
- 2008: Флоріан Ріхтер ( Угорщина)/Лі Вей ( КНР)
- 2009: Цирк Moranbong ( Північна Корея)/Політ пристрасті ( Україна)
- 2010: Мартін Лесі-мол. ( Велика Британія)/Трупа Шаньдун ( КНР)
- 2011: Белло Нок ( США)/Флавіо Тогні ( Італія)
- 2012: Трупа Шанхая ( КНР)/Родина Рене Касселлі ( Німеччина)
- 2013: Трупа Пекіна ( КНР)/Щербак та Попов ( Україна)
- 2014: Desire of Flight ( Росія)/Труппа Соколова ( Росія)
- 2015: Трупа Пхеньяна ( Північна Корея)/Трупа Китаю ( КНР)/Анастасія Стикан-Федотова ( Росія), Фумагаллі та Даріс ( Італія)
- 2016: Нагорода не вручалася
- 2017: Трупа Sky Angels ( Італія)/Трупа Трушина ( Росія)
- 2018: Трупа Шанхая ( КНР)/Меррілі та Йозеф Ріхтери ( Угорщина)